# Семковиці
Семковіце (пол. Siemkowice) — село в Польщі, у гміні Семковиці Паєнчанського повіту Лодзинського воєводства.
Населення — 1040 осіб (2011).
У 1975-1998 роках село належало до Серадзького воєводства.

## Демографія
Демографічна структура станом на 31 березня 2011 року:
|          | Загалом | Допрацездатний вік | Працездатний вік | Постпрацездатний вік |
| -------- | ------- | ------------------ | ---------------- | -------------------- |
| Чоловіки | 513     | 112                | 357              | 44                   |
| Жінки    | 527     | 105                | 312              | 110                  |
| Разом    | 1040    | 217                | 669              | 154                  |